# Championnat du monde de badminton par équipes masculines 1998
Navigation
Hong Kong 1996 Kuala Lumpur 2000
La 20e édition du championnat du monde de badminton par équipes masculines, appelé également Thomas  Cup, a eu lieu en mai 1998 à Hong Kong.

## Format de la compétition
49 nations participent à la Thomas Cup. À l'issue d'une phase de qualifications, 6 équipes accèdent à la phase finale où elles sont rejointes par le tenant du titre et le pays organisateur qui sont qualifiés d'office.
Ces 8 nations sont placées dans 2 groupes de 4 équipes, où chacune rencontre les 3 autres. Les deux premiers se qualifient pour des demi-finales croisées.
Chaque rencontre se joue en 5 matches : 3 simples et 2 doubles qui peuvent être joués dans n'importe quel ordre (accord entre les équipes).

## Qualifications
- Qualifié pour la phase finale

### A Sandefjord, Norvège
| Groupe A           | Groupe A | Groupe A       |
| ------------------ | -------- | -------------- |
| Portugal           | 5-0      | Italie         |
| Portugal           | 5-0      | Kazakhstan     |
| Portugal           | 5-0      | Géorgie        |
| Portugal           | 5-0      | Zambie         |
| Italie             | 4-1      | Kazakhstan     |
| Italie             | 5-0      | Zambie         |
| Italie             | 5-0      | Géorgie        |
| Kazakhstan         | 4-1      | Zambie         |
| Kazakhstan         | 5-0      | Géorgie        |
| Zambie             | 4-1      | Géorgie        |
| Groupe B           |          |                |
| Islande            | 5-0      | Slovénie       |
| Islande            | 5-0      | Lettonie       |
| Islande            | 3-2      | France         |
| France             | 5-0      | Lettonie       |
| France             | 5-0      | Slovénie       |
| Slovénie           | 5-0      | Lettonie       |
| Groupe C           |          |                |
| Pologne            | 5-0      | Israël         |
| Pologne            | 5-0      | Arménie        |
| Pologne            | 5-0      | Azerbaïdjan    |
| Pologne            | 4-1      | Afrique du Sud |
| Afrique du Sud     | 4-1      | Israël         |
| Afrique du Sud     | 5-0      | Azerbaïdjan    |
| Afrique du Sud     | 4-1      | Arménie        |
| Israël             | 5-0      | Azerbaïdjan    |
| Israël             | 5-0      | Arménie        |
| Arménie            | 5-0      | Azerbaïdjan    |
| Groupe D           |          |                |
| États-Unis         | 4-1      | Biélorussie    |
| États-Unis         | 5-0      | Pérou          |
| États-Unis         | 5-0      | Grèce          |
| Biélorussie        | 5-0      | Grèce          |
| Biélorussie        | 3-2      | Pérou          |
| Pérou              | 5-0      | Grèce          |
| Groupe E           |          |                |
| Finlande           | 4-1      | Tchéquie       |
| Finlande           | 5-0      | Chypre         |
| Finlande           | 5-0      | Guatemala      |
| République tchèque | 4-1      | Guatemala      |
| République tchèque | 5-0      | Chypre         |
| Guatemala          | 5-0      | Chypre         |
| Groupe F           |          |                |
| Norvège            | 5-0      | Brésil         |
| Norvège            | 5-0      | Estonie        |
| Norvège            | 5-0      | Irlande        |
| Irlande            | 5-0      | Estonie        |
| Irlande            | 5-0      | Brésil         |
| Estonie            | 3-2      | Brésil         |
| Groupe G           |          |                |
| Écosse             | 3-2      | Pays de Galles |
| Écosse             | 5-0      | Lituanie       |
| Écosse             | 4-1      | Belgique       |
| Pays de Galles     | 3-2      | Belgique       |
| Pays de Galles     | 5-0      | Lituanie       |
| Belgique           | 5-0      | Lituanie       |
| Groupe H           |          |                |
| Suisse             | 3-2      | Autriche       |
| Suisse             | 3-2      | Espagne        |
| Suisse             | 5-0      | Mexique        |
| Autriche           | 5-0      | Mexique        |
| Autriche           | 5-0      | Espagne        |
| Espagne            | 5-0      | Mexique        |

| Groupe W   | Groupe W | Groupe W   |
| ---------- | -------- | ---------- |
| Danemark   | 5-0      | Norvège    |
| Danemark   | 4-1      | Écosse     |
| Danemark   | 5-0      | Russie     |
| Russie     | 3-2      | Écosse     |
| Norvège    | 3-2      | Russie     |
| Écosse     | 3-2      | Norvège    |
| Groupe X   |          |            |
| Angleterre | 4-1      | Finlande   |
| Angleterre | 4-1      | Allemagne  |
| Angleterre | 5-0      | Suisse     |
| Allemagne  | 4-1      | Suisse     |
| Allemagne  | 4-1      | Finlande   |
| Finlande   | 4-1      | Suisse     |
| Groupe Y   |          |            |
| Pays-Bas   | 4-1      | Portugal   |
| Pays-Bas   | 4-1      | Islande    |
| Pays-Bas   | 3-2      | Ukraine    |
| Ukraine    | 5-0      | Islande    |
| Ukraine    | 3-2      | Portugal   |
| Portugal   | 3-2      | Islande    |
| Groupe Z   |          |            |
| Suède      | 4-1      | Pologne    |
| Suède      | 5-0      | États-Unis |
| Suède      | 5-0      | Bulgarie   |
| Bulgarie   | 3-2      | États-Unis |
| Bulgarie   | 4-1      | Pologne    |
| États-Unis | 3-2      | Pologne    |

| Demi-finales    | Demi-finales | Demi-finales |
| --------------- | ------------ | ------------ |
| Danemark        | 5-0          | Angleterre   |
| Pays-Bas        | 4-1          | Suède        |
| Troisième place |              |              |
| Suède           | 3-2          | Angleterre   |
| Finale          |              |              |
| Danemark        | 5-0          | Pays-Bas     |

### A Manille, Philippines
| Groupe A         | Groupe A | Groupe A         |
| ---------------- | -------- | ---------------- |
| Singapour        | 4-1      | Australie        |
| Singapour        | 5-0      | Iran             |
| Singapour        | 4-1      | Philippines      |
| Australie        | 3-2      | Iran             |
| Australie        | 3-2      | Philippines      |
| Philippines      | 5-0      | Iran             |
| Groupe B         |          |                  |
| Inde             | 5-0      | Maurice          |
| Inde             | 4-1      | Nouvelle-Zélande |
| Inde             | 3-2      | Thaïlande        |
| Thaïlande        | 5-0      | Maurice          |
| Thaïlande        | 4-1      | Nouvelle-Zélande |
| Nouvelle-Zélande | 5-0      | Maurice          |
| Groupe C         |          |                  |
| Canada           | 5-0      | Macao            |
| Canada           | 3-2      | Birmanie         |
| Canada           | 4-1      | Sri Lanka        |
| Canada           | 5-0      | Pakistan         |
| Sri Lanka        | 5-0      | Macao            |
| Sri Lanka        | 3-2      | Birmanie         |
| Sri Lanka        | 5-0      | Pakistan         |
| Birmanie         | 5-0      | Macao            |
| Birmanie         | 4-1      | Pakistan         |
| Pakistan         | 5-0      | Macao            |

| Groupe X       | Groupe X | Groupe X       |
| -------------- | -------- | -------------- |
| Chine          | 5-0      | Canada         |
| Chine          | 5-0      | Taipei chinois |
| Chine          | 4-1      | Corée du Sud   |
| Corée du Sud   | 5-0      | Canada         |
| Corée du Sud   | 3-2      | Taipei chinois |
| Taipei chinois | 5-0      | Canada         |
| Groupe Y       |          |                |
| Malaisie       | 4-1      | Japon          |
| Malaisie       | 5-0      | Singapour      |
| Malaisie       | 5-0      | Thaïlande      |
| Japon          | 3-2      | Singapour      |
| Japon          | 3-2      | Thaïlande      |
| Thaïlande      | 4-1      | Singapour      |

| Demi-finales    | Demi-finales | Demi-finales |
| --------------- | ------------ | ------------ |
| Malaisie        | 5-0          | Corée du Sud |
| Chine           | 5-0          | Japon        |
| Troisième place |              |              |
| Corée du Sud    | 5-0          | Japon        |
| Finale          |              |              |
| Chine           | 4-1          | Malaisie     |

## Tournoi final

### Pays participants
| Confédération   | Pays                        |
| --------------- | --------------------------- |
| Asie            | Corée du Sud Chine Malaisie |
| Europe          | Danemark Pays-Bas Suède     |
| Tenant du titre | Indonésie                   |
| Pays hôte       | Hong Kong                   |

### Phase de groupes

#### Groupe A

##### Classement et résultats
| Équipe    | J | G | P |
| --------- | - | - | - |
| Danemark  | 3 | 3 | 0 |
| Chine     | 3 | 2 | 1 |
| Suède     | 3 | 1 | 2 |
| Hong Kong | 3 | 0 | 3 |

| Résultats | Résultats | Résultats |
| --------- | --------- | --------- |
| Danemark  | 3-2       | Chine     |
| Danemark  | 4-1       | Hong Kong |
| Danemark  | 4-1       | Suède     |
| Chine     | 5-0       | Hong Kong |
| Chine     | 5-0       | Suède     |
| Suède     | 4-1       | Hong Kong |

##### Détail des matches
| 16 mai | Chine                 | 5 - 0 | Suède                             | Score               |
| ------ | --------------------- | ----- | --------------------------------- | ------------------- |
| SH     | Sun Jun               | 1-0   | Henrik Bengtsson                  | 15-7, 15-0          |
| SH     | Luo Yigang            | 1-0   | Tomas Johansson                   | 15-11, 15-10        |
| SH     | Dong Jiong            | 1-0   | Daniel Eriksson                   | 15-10, 12-15, 15-10 |
| DH     | Liu Yong / Zhang Wei  | 1-0   | Peter Axelsson / Henrik Bengtsson | 15-4, 15-9          |
| DH     | Yang Ming / Zhang Jun | 1-0   | Jens Olsson / Fredrik Bergström   | 15-2, 11-15, 15-3   |

| 16 mai | Danemark                                | 4 - 1 | Hong Kong                    | Score              |
| ------ | --------------------------------------- | ----- | ---------------------------- | ------------------ |
| SH     | Peter Gade                              | 1-0   | Tam Kai Chuen                | 15-2, 18-13        |
| SH     | Poul-Erik Høyer Larsen                  | 1-0   | Ng Wei                       | 15-9, 15-7         |
| SH     | Peter Rasmussen                         | 0-1   | Liu Kwok Wa                  | 14-18, 15-6, 10-15 |
| DH     | Michael Søgaard / Jon Holst-Christensen | 1-0   | Liu Kwok Wa / Ma Che Kong    | 15-10, 17-14       |
| DH     | Jens Eriksen / Jesper Larsen            | 1-0   | Yau Kwun Yuen / Chow Kin Man | 15-2, 15-7         |

| 18 mai | Chine                 | 5 - 0 | Hong Kong                   | Score      |
| ------ | --------------------- | ----- | --------------------------- | ---------- |
| SH     | Luo Yigang            | 1-0   | Tam Kai Chuen               | 15-6, 15-4 |
| SH     | Dong Jiong            | 1-0   | Ng Wei                      | 15-9, 15-6 |
| SH     | Chen Gang             | 1-0   | Liu Kwok Wa                 | 15-2, 15-9 |
| DH     | Liu Yong / Yu Jinhao  | 1-0   | Ma Che Kong / Chow Kin Man  | 15-9, 15-6 |
| DH     | Zhang Jun / Zhang Wei | 1-0   | Tam Lok Tin / Yau Kwun Yuen | 15-2, 15-9 |

| 18 mai | Danemark                                | 4 - 1 | Suède                                | Score             |
| ------ | --------------------------------------- | ----- | ------------------------------------ | ----------------- |
| SH     | Peter Gade                              | 1-0   | Henrik Bengtsson                     | 15-4, 15-5        |
| SH     | Poul-Erik Høyer Larsen                  | 0-1   | Tomas Johansson                      | 15-5, 14-17, 6-15 |
| SH     | Kenneth Jonassen                        | 1-0   | Daniel Eriksson                      | 15-6, 15-3        |
| DH     | Jon Holst-Christensen / Michael Søgaard | 1-0   | Fredrik Bergström / Henrik Andersson | 15-3, 15-4        |
| DH     | Jim Laugesen / Thomas Stavngaard        | 1-0   | Jens Olsson / Rikard Magnusson       | 15-6, 15-7        |

| 20 mai | Chine                 | 2 - 3 | Danemark                                | Score              |
| ------ | --------------------- | ----- | --------------------------------------- | ------------------ |
| SH     | Sun Jun               | 0-1   | Peter Gade                              | 3-15, 16-17        |
| SH     | Luo Yigang            | 1-0   | Poul-Erik Høyer Larsen                  | 6-15, 17-16, 15-10 |
| SH     | Dong Jiong            | 0-1   | Kenneth Jonassen                        | 6-15, 15-2, 8-15   |
| DH     | Liu Yong / Yu Jinhao  | 1-0   | Jon Holst-Christensen / Michael Søgaard | 18-16, 15-11       |
| DH     | Zhang Jun / Zhang Wei | 0-1   | Jens Eriksen / Jesper Larsen            | 2-15, 18-15, 14-17 |

| 20 mai 2017 | Suède                                | 4 - 1 | Hong Kong                    | Score              |
| ----------- | ------------------------------------ | ----- | ---------------------------- | ------------------ |
| SH          | Tomas Johansson                      | 1-0   | Tam Kai Chuen                | 15-8, 15-10        |
| SH          | Rikard Magnusson                     | 1-0   | Ng Wei                       | 9-15, 15-4, 15-8   |
| SH          | Daniel Eriksson                      | 1-0   | Liu Kwok Wa                  | 13-15, 15-9, 15-6  |
| DH          | Fredrik Bergström / Henrik Andersson | 0-1   | Liu Kwok Wa / Ma Che Kong    | 17-14, 11-15, 4-15 |
| DH          | Henrik Bengtsson / Jens Olsson       | 1-0   | Yau Kwun Yuen / Chow Kin Man | 15-7, 17-16        |

#### Groupe B

##### Classement et résultats
| Équipe       | J | G | P |
| ------------ | - | - | - |
| Indonésie    | 3 | 3 | 0 |
| Malaisie     | 3 | 2 | 1 |
| Corée du Sud | 3 | 1 | 2 |
| Pays-Bas     | 3 | 0 | 3 |

| Résultats    | Résultats | Résultats    |
| ------------ | --------- | ------------ |
| Indonésie    | 4-1       | Corée du Sud |
| Indonésie    | 4-1       | Malaisie     |
| Indonésie    | 5-0       | Pays-Bas     |
| Malaisie     | 4-1       | Corée du Sud |
| Malaisie     | 5-0       | Pays-Bas     |
| Corée du Sud | 3-2       | Pays-Bas     |

##### Détail des matches
| 16 mai | Indonésie                      | 5 - 0 | Pays-Bas                                   | Score        |
| ------ | ------------------------------ | ----- | ------------------------------------------ | ------------ |
| SH     | Heryanto Arbi                  | 1-0   | Jeroen van Dijk                            | 15-10, 15-10 |
| SH     | Hendrawan                      | 1-0   | Gerben Bruijstens                          | 15-5, 15-3   |
| SH     | Indra Wijaya                   | 1-0   | Joris van Soerland                         | 15-5, 15-6   |
| DH     | Ricky Subagja / Rexy Mainaky   | 1-0   | Quinten van Dalm / Dennis Lens             | 15-7, 15-1   |
| DH     | Candra Wijaya / Sigit Budiarto | 1-0   | Jurgen van Leeuwen / Norbert van Barneveld | 15-5, 15-3   |

| 16 mai | Malaisie                      | 4 - 1 | Corée du Sud                 | Score              |
| ------ | ----------------------------- | ----- | ---------------------------- | ------------------ |
| SH     | Ong Ewe Hock                  | 1-0   | Hwang Sun-ho                 | 15-6, 15-10        |
| SH     | Yong Hock Kin                 | 1-0   | Ahn Jae-chang                | 15-9, 15-7         |
| SH     | Roslin Hashim                 | 1-0   | Kim Dong-moon                | 15-13, 15-4        |
| DH     | Cheah Soon Kit / Yap Kim Hock | 1-0   | Lee Dong-soo / Yoo Yong-sung | 14-18, 15-8, 15-12 |
| DH     | Lee Wan Wah / Choong Tan Fook | 0-1   | Ha Tae-kwon / Kang Kyung-jin | 5-15, 6-15         |

| 18 mai | Indonésie                      | 4 - 1 | Corée du Sud                 | Score             |
| ------ | ------------------------------ | ----- | ---------------------------- | ----------------- |
| SH     | Heryanto Arbi                  | 1-0   | Hwang Sun-ho                 | 17-14, 15-0       |
| SH     | Marleve Mainaky                | 1-0   | Jang Chun-woong              | 15-2, 15-1        |
| SH     | Joko Suprianto                 | 1-0   | Jun Jong-bae                 | 15-2, 15-1        |
| DH     | Ricky Subagja / Rexy Mainaky   | 1-0   | Lee Dong-soo / Yoo Yong-sung | 15-9, 15-4        |
| DH     | Candra Wijaya / Sigit Budiarto | 0-1   | Ha Tae-kwon / Kang Kyung-jin | 15-6, 9-15, 15-18 |

| 18 mai | Malaisie                      | 5 - 0 | Pays-Bas                                   | Score       |
| ------ | ----------------------------- | ----- | ------------------------------------------ | ----------- |
| SH     | Ong Ewe Hock                  | 1-0   | Jeroen van Dijk                            | 15-3, 15-6  |
| SH     | Yong Hock Kin                 | 1-0   | Dicky Palyama                              | 15-6, 15-6  |
| SH     | Wong Choong Hann              | 1-0   | Gerben Bruijstens                          | 15-4, 15-12 |
| DH     | Cheah Soon Kit / Yap Kim Hock | 1-0   | Quinten van Dalm / Dennis Lens             | 15-5, 15-9  |
| DH     | Choong Tan Fook / Tan Kim Her | 1-0   | Norbert van Barneveld / Joris van Soerland | 15-7, 15-12 |

| 20 mai | Indonésie                      | 4 - 1 | Malaisie                         | Score            |
| ------ | ------------------------------ | ----- | -------------------------------- | ---------------- |
| SH     | Hendrawan                      | 1-0   | Yong Hock Kin                    | 9-15, 15-7, 15-2 |
| SH     | Marleve Mainaky                | 0-1   | Roslin Hashim                    | 11-15, 6-15      |
| SH     | Indra Wijaya                   | 1-0   | Wong Choong Hann                 | 15-10, 15-10     |
| DH     | Ricky Subagja / Rexy Mainaky   | 1-0   | Cheah Soon Kit / Choong Tan Fook | 15-7, 15-13      |
| DH     | Candra Wijaya / Sigit Budiarto | 1-0   | Lee Wan Wah / Tan Kim Her        | 15-6, 15-7       |

| 20 mai | Corée du Sud                 | 3 - 2 | Pays-Bas                                   | Score            |
| ------ | ---------------------------- | ----- | ------------------------------------------ | ---------------- |
| SH     | Hwang Sun-ho                 | 0-1   | Jeroen van Dijk                            | 15-3, 6-15, 5-15 |
| SH     | Jang Chun-woong              | 0-1   | Dicky Palyama                              | 13-15, 9-15      |
| SH     | Ahn Jae-chang                | 1-0   | Gerben Bruijstens                          | 15-7, 15-10      |
| DH     | Yoo Yong-sung / Lee Dong-soo | 1-0   | Quinten van Dalm / Dennis Lens             | 15-5, 15-9       |
| DH     | Ha Tae-kwon / Kang Kyung-jin | 1-0   | Norbert van Barneveld / Joris van Soerland | 15-6, 15-9       |

### Phase finale

#### Tableau
|  | Demi-finales | Demi-finales |          |   | Finale | Finale |
|  | Demi-finales | Demi-finales |          |   | Finale | Finale |
|  |              |              |          |   |        |        |
|  |              |              |          |   |        |        |
|  |              |              |          |   |        |        |
|  | Malaisie     | 3            |          |   |        |        |
|  | Malaisie     | 3            |          |   |        |        |
|  | Danemark     | 2            |          |   |        |        |
|  | Danemark     | 2            | Malaisie | 2 |        |        |
|  |              |              | Malaisie | 2 |        |        |
|  |              | Indonésie    | 3        |   |        |        |
|  | Indonésie    | Indonésie    | 3        | 3 |        |        |
|  | Indonésie    |              |          | 3 |        |        |
|  | Chine        | 2            |          |   |        |        |
|  | Chine        | 2            |          |   |        |        |

#### Demi-finales
| 22 mai | Malaisie                         | 3 - 2 | Danemark                                | Score               |
| ------ | -------------------------------- | ----- | --------------------------------------- | ------------------- |
| SH     | Ong Ewe Hock                     | 0-1   | Peter Gade                              | 7-15, 10-15         |
| SH     | Yong Hock Kin                    | 1-0   | Poul-Erik Høyer Larsen                  | 15-11, 14-18, 15-11 |
| SH     | Roslin Hashim                    | 1-0   | Kenneth Jonassen                        | 15-18, 15-5, 15-8   |
| DH     | Cheah Soon Kit / Choong Tan Fook | 1-0   | Jon Holst-Christensen / Michael Søgaard | 15-11, 12-15, 18-14 |
| DH     | Yap Kim Hock / Tan Kim Her       | 0-1   | Jens Eriksen / Jesper Larsen            | 16-17, 12-15        |

| 22 mai | Indonésie                      | 3 - 2 | Chine                 | Score             |
| ------ | ------------------------------ | ----- | --------------------- | ----------------- |
| SH     | Heryanto Arbi                  | 0-1   | Sun Jun               | 18-17, 4-15, 1-15 |
| SH     | Hendrawan                      | 1-0   | Luo Yigang            | 15-9, 15-4        |
| SH     | Indra Wijaya                   | 0-1   | Dong Jiong            | 10-15, 15-17      |
| DH     | Ricky Subagja / Rexy Mainaky   | 1-0   | Liu Yong / Zhang Wei  | 15-6, 15-2        |
| DH     | Candra Wijaya / Sigit Budiarto | 1-0   | Yang Ming / Yu Jinhao | 15-3, 15-6        |

#### Finale
| 24 mai | Indonésie                      | 3 - 2 | Malaisie                      | Score              |
| ------ | ------------------------------ | ----- | ----------------------------- | ------------------ |
| SH     | Heryanto Arbi                  | 0-1   | Ong Ewe Hock                  | 14-18, 7-15        |
| DH     | Ricky Subagja / Rexy Mainaky   | 1-0   | Cheah Soon Kit / Yap Kim Hock | 15-3, 18-15        |
| SH     | Hendrawan                      | 1-0   | Yong Hock Kin                 | 18-14, 10-15, 15-5 |
| DH     | Candra Wijaya / Sigit Budiarto | 1-0   | Lee Wan Wah / Choong Tan Fook | 15-11, 15-12       |
| SH     | Joko Suprianto                 | 0-1   | Roslin Hashim                 | 10-15, 15-11, 2-15 |